# Urmat Alymkulow

Weißes Haus

Urmat Nasarbekowitsch Alymkulow (* 31. März 1951 in Frunse; † 24. Dezember 2016 ebenda) war ein sowjetischer bzw. kirgisischer Architekt.

## Biografie
1968 schloss er seine Schulbildung in Frunse (heute Bischkek) ab. Danach begann er ein Studium am Moskauer Architekturinstitut, das er 1974 abschloss. Ab 1976 arbeitete er am Institut Frunsegorproekt. Er war seit 1980 Mitglied des Architektenverbandes der UdSSR.
Von 1986 bis 1997 war er Direktor des Projektinstituts beim Projekt- und Bauverband der Stadt Frunse und arbeitete anschließend als stellvertretender Generaldirektor der OAO Asat, dem Nachfolger des Bauverbands.
Alymkulow war wesentlich am Entwurf des weißen Hauses in Bischkek beteiligt, in dem heute das Dschogorku Kengesch tagt.

## Auszeichnungen
- Verdienter Architekt der Kirgisischen SSR
- Ehrenurkunde des Obersten Sowjets der Kirgisischen SSR
- Urkunde des Bauministeriums der Kirgisischen SSR